# Juana Inés de la Cruz
Juana Inés de la Cruz (ur. 12 listopada 1648 w Nepantla, zm. 17 kwietnia 1695 w Meksyku) – meksykańska pisarka.

## Życiorys
Urodziła się w Nepantla, niedaleko miasta Meksyk na terenie Nowej Hiszpanii. Już jako dziecko zaczęła pisać pierwsze utwory literackie; w wieku 14 lat stała się znana z powodu urody, wiedzy i talentu poetyckiego. Zaopiekowała się nią żona wicekróla Meksyku; gdy miała 16 lat wstąpiła do zakonu karmelitanek bosych, który jednak opuściła po 3 miesiącach. W 1669 wstąpiła do zakonu hieronimitek, w którym pozostała do śmierci. Miała wszechstronne zainteresowania naukowe, obserwowała gwiazdy. Głosiła, że poprzez poświęcenie nauce człowiek przybliża się do Boga. Pisała poezje i prozę (także dramaty i komedie), często występowała przeciwko poniżaniu kobiet przez mężczyzn; jej najważniejsze dzieła to: Neptuno Alegórico (1680), Carta Athenagórica (1690), esej autobiograficzny Respuesta a Sor Filotea de la Cruz (1691) i poemat Primer sueño. Jest uznawana za pierwszą wybitną autorkę w dziejach Ameryki.
Od 1993 roku przyznawana jest nagroda literacka, której jest patronką: Premio Sor Juana Inés de la Cruz wyróżniająca powieści hiszpańskojęzyczną napisaną przez kobietę.
Jej wizerunek znajdował się na meksykańskich monetach obiegowych o nominale 1000 peso bitych w latach 1988-1992.